# わたなべヨシコ
わたなべヨシコ（わたなべ よしこ、10月21日 - ）は日本のラジオパーソナリティ、イベントMC、セミナー講師、CMナレーター、WEBオペレーター、バンドミュージシャン
愛媛県松山市出身

## 来歴・人物
愛媛県松山市にて生まれ育つ。幼少のころはスチュワーデス(現・キャビンアテンダント)にあこがれていた。
進学した済美高等学校では、中学時代の恩師の勧めもあり放送部に所属。大学に進学・卒業後は生命保険会社に就職しOLとして勤務する傍ら、プライベートではガールズバンド「ザ☆スリッパーズ」を組み、ギター兼リーダーとして演奏活動を行なっていた。そんな折、バンドのライブに来たFM愛媛の和田プロデューサー(当時)によって見い出され、同局のワイド番組「MUSIC WONDERLAND」でパーソナリティとしてメディアデビューした。
その後1998年に上京。オーディションを受けてFM長野の金曜夕方ワイド番組「WEEKEND A GO！GO！」のパーソナリティに採用され同年4月から1年間担当。同じく1998年10月からはJFN系ネットの深夜番組『IR3』のレギュラーに。『IR3』シリーズでは生放送であるにもかかわらず、オンエア中にリスナーとチャットでコミュニケートするなど、当時としては先進的な取り組みを積極的に採用。これらの番組運営姿勢がリスナーから支持され固定ファンの獲得につながった。またこの番組出演が全国に名前を知られるきっかけにもなり、以降のラジオパーソナリティとしての礎になったと言える。さらにはRFラジオ日本やTBSラジオなどAMラジオに出演する機会も得て、FM／AM共にゲスト出演・特番出演・ラジオショッピング・ピンチヒッター・メインパーソナリティ等の実績を重ね、インターネットラジオ／同TVなども経験。ラジオパーソナリティとイベントMCを活動の両輪にしつつ、これに加えてセミナー講師・講演会講師など放送メディア以外へも活躍の分野を広げている。2020年9月からはYouTube (チャンネル)、同年10月からはTwitCasting（ツイキャス）によるWeb番組配信も開始した。

### バンド受賞歴
ザ☆スリッパーズの主な受賞歴に以下の2つがある。
- BSヤングバトル（NHK主催：アマチュアロックバンドコンテスト）

1991年、第2回大会に応募。テープ審査を経て愛媛県大会・四国ブロック大会を勝ち抜き、全国大会で準グランプリに選ばれた。
- 星期六我家的電視・三宅裕司の天下御免ね!（TBSテレビ：オーディション番組）

1992年に応募・出演。メジャーデビュー権などを獲得するための「5週勝ち抜き」を果たす。

## メディア出演名

### 由来
- ひらがな『わたなべ』 カタカナ『ヨシコ』とした理由を、本人は二つ挙げている
「そもそも本名の画数がちょっと良くなかった」「これは良い子の皆さんのかな練習になるかな？と思った」[4]

### 遍歴
- キャプテンよっちゃん　→　ラジオデビュー時（当時のバンドでのリングネーム）[4]
- わたなべあんず　→　愛媛から上京後、FM長野の番組パーソナリティ時代に当時所属事務所の社長が命名（※FM長野の番組降板後も、メディアによっては臨時に使用したことがある）[4]

## 現在のレギュラー番組

### 放送番組
- 湘南ベース[5]

（制作／ミュージックバード、ONAIR／土曜(金曜深夜) 0:00-1:00、配信／全国のコミュニティ放送およびインターネットサイマルラジオ）（2015年10月3日-）
- 夏川りみのたびぐくる ちむぐくる（わたなべヨシコは夏川りみのパートナーとして出演）[6][7]

（制作／かしわプロダクション、本州・四国・九州のAMラジオ局10局で放送開始、ONAIR曜日／時間は各局毎に異なり、最長の局では1時間、最短の局の場合は10分。2023年10月第1週-）

### Web配信
- なべヨシちゃんねる（YouTubeチャンネル）-2020年8月テスト配信、同年9月本配信開始。（#なべヨシちゃんねるを参照（ページ内リンク））
- わたなべヨシコのどうにかするしかない！（ツイキャス）-2020年9月テスト配信、同年10月本配信開始。（#わたなべヨシコキャスを参照（ページ内リンク））

## 過去出演番組

### レギュラー出演
- MUSIC WONDERLAND　（FM愛媛）
- SATURDAY RADIO MIX 4　（FM愛媛、FM高知、FM徳島、FM香川　四国4局ネット）
- WEEKEND A GO！GO！　（FM長野　金曜16:00-18:55　1998年4月-1999年3月）
- わたなべヨシコのdanci danci danci　（FM愛媛　月曜 - 木曜20:00-22:00　1999年4月-2001年3月）
- IR3 JAPAN　（JFN系ネット　1998年10月-2005年3月）
- フィールド・クッキング　（FM青森（制作/JFNC）　金曜　2005年10月7日-）
- The chamber of secrets　（InterFM、KISS-FM KOBE　2006年12月-）
- SPACE MUSIC MOUNTAIN　（InterFM、KISS-FM KOBE　2006年10月-2008年3月）
- アスリーと〜く　（TBSラジオ　日曜 21:45-22:00　2008年4月6日-2009年3月29日、　南海放送ラジオ　日曜 17:00-17:15　2008年10月5日-2009年3月29日）
- サンデー・フォーク・スクエア　（ミュージックバードおよび全国のコミュニティ放送　日曜16:00-17:55　2012年4月1日-2014年3月30日　「全日本フォーク道場」へ改題・継承）
- 全日本フォーク道場　（全国のコミュニティ放送（制作／ミュージックバード）日曜13:00-14:55　2014年4月6日-2015年9月27日、「フォークスクランブル」へ改題・継承）
- フォークスクランブル　（全国のコミュニティ放送（制作／ミュージックバード）日曜16:00-17:55　2015年10月4日-2019年3月31日）
- なべラジ～土曜日の隠れ家　（全国のコミュニティ放送（制作／ミュージックバード）土曜21:00-21:55　2019年4月6日-2020年9月26日）
- Room in the ear 〜夏川りみの『たびぐくる』〜（わたなべヨシコはスタッフ(放送作家)として参画し、オンエアでも夏川の相手役として参加）（FM FUJI、日曜18:30-18:54、2022年4月3日[8]-2022年6月26日）

### その他

#### FM

##### JFN系ネット
- 爆裂スーパーファンタジー　（1995年 - 1998年　不定期[9]）
- ヒルサイド・アヴェニュー　（1998年　ピンチヒッター）
- 陣内大蔵の夕方音楽　（1998年　ピンチヒッター）
- JUKE SPACE！〜秋のSUPER電リクSPECIAL〜　（第１回：2004年度）（休日特番　2004年11月23日　13:00-15:55）
- 生放送だよ!JFNオールスターズ全員集合!?2005　（新春特番　2005年1月1日　25:00-29:00）
- ROCK'N ROLL FOREVER 〜ロックはここから始まった〜 　（休日特番　2005年5月5日[10] 13:00-15:55）
- YAJIKITA on the road～耳で感じる旅番組～　（2005年9月 - 2009年7月：同番組の「旅人」（リポーター）として複数回出演　※詳細は外部リンク欄#わたなべヨシコ出演記録を参照（ページ内リンク））

##### FM愛媛
- ひとりきりの21時間生ラジオ・JOEU新世紀ステーション　（2001年1月1日） -　（新春特番 1:00-21:55 生放送）
- チョイわる親父のナイスでロックなMusic conversation　（2010年10月1日 21:00-21:30[11][12]、2013年12月21日 21:30-22:00[13][14]） - ゲスト出演
- NEW YEAR Special 〜The30〜　（2012年1月2日[15]）- （新春特番 開局30周年記念 12:00-20:00 生放送） - 18:00以降にゲスト出演
- えひめってこんなにすご〜い！2014年元気に行こう！　（2014年1月2日[16]） -　（新春特番 9:00-17:00 公開生放送）
- ミューワン復活祭　（2015年1月1日[17]） - （新春特番 12:00-17:00 公開生放送）　- 井坂彰・鎌田洋と共に
- 夏川りみ「美らさ愛さ」（2019年9月29日　特番 19:00-19:30[18]）
- レコードBAR 79.7　（2019年10月21日　0:00-0:30[19]） - ゲスト出演
- JOEU Special Program - 夏川りみ「あかり」スペシャル -（2021年4月4日　特番 19:00-19:30[20]）
- area v (エリアファイブ)（2021年5月21日、20:00-21:30[21]）- 電話出演

##### FM長野
- Holiday Special メリクリ！from47 （特番 2004年12月23日[22]　13:00-15:50）（Hakuba47ウィンタースポーツパーク・レストラン「Alice (アリス)」内特設ステージより）
- Oasis 79.7（2022年12月21日、7:30-10:00、9時台の10分間弱・電話出演[23]）（「2022クリスマス感謝week」の企画『Personality＋1、お久しぶりで知らんがなー！』（※かつてFM長野でレギュラー番組を持っていた者へ出演を要請）に呼ばれた１人として）

##### 東京FM
- TOSTEM SMILE ECO COLLECTION 2010　（休日特番 2010年10月3日[24][25] 19:00-20:00）

##### ミュージックバード
- KIZUNA Station from 秋田　（特番 2013年9月15日[26][27][28]　（Part①／9:00 - 11:00　Part②／16:00 - 17:55）　ミュージックバードおよび全国のコミュニティFMにて　公開生放送）（上原喜光：(社)全国介護者支援協議会 理事長）と共に）
- KIZUNA Station（いわき）（特番 2018年3月11日[29]（13:00 - 16:55）　全国のコミュニティFMおよびインターネットサイマルラジオ　公開生放送）（川久保秀一と共に）

#### AM

##### TBSラジオ
- アスリーと〜くスペシャル　（特番「女性アスリート特集」2008年11月15日[30][31] 20:00-21:00、　特番「目指せ、冬季五輪！」2009年3月24日[32][33] 21:00-22:00）

##### RFラジオ日本
- シーマンのラジカントロプスA.D.2000 〜禁断のペット・禁断の生放送〜　（特番　1999年12月24日[34] 19:00-21:00 生放送）
- ONLY WISH〜折り鶴が飛ぶ日
- ミュージック・パワーステーション　（2007年1月15日[35]-18日[36]、2008年11月3日[37][38]-6日[39][40]） - 鈴木ダイのピンチヒッター
- 金子柱憲 プロに聞けないゴルフの話　（特番　2014年12月30日[41] 12:00-13:00、　2015年4月27日[42] 19:00-20:00、　2015年9月28日[43] 19:00-20:00、　2015年11月23日[44] 18:30-19:30） - 司会進行

##### 南海放送(ラジオ)
- 爆裂!!サブカル楽演（2012年11月4日、22:30-23:00[45]）- 電話出演

#### TV

##### 愛媛朝日テレビ
- ガブリっ！とテレビ　ふるさと一番星スペシャル

##### 南海放送(テレビ)
- 夢・人・愛媛　（2002年1月21日　21:57-22:00）

##### CHIYODA46
（エリアワンセグ放送）
- Run Pit presents SPORTSONE 皇居駅伝　（※実況中継）（2012年1月21日[46][47] 13:00-16:00）

##### 千葉テレビ
- グッドピープル　〜つくるをつたえる〜　（2014年7月19日[48]　26:30-26:35）（GOOD PEOPLE vol.38　『ラジオDJ　わたなべヨシコ』）

#### WEB・モバイル
- わたなべヨシコのインＢテーション（携帯電話向けストリーミング放送）
- モバHO! ハッピーアワー音楽でHAPPY！（インターネットテレビ「あっ!とおどろく放送局」）（水曜担当　2006年1月25日-2007年6月27日）
- わたなべヨシコのどうにかするしかない！　（WEBプログラム）
- エリオシ！（インターネットテレビ「つたほ」（AKIBA 伝えたい！放送局））(水曜　2013年7月8日[49] - 2014年5月28日[50]）

## イベントMC活動
(※Web上で履歴を確認できるもの。これ以外にも多数の実績あり)
- JAZZ MEETING '96　於：愛媛県西条市-ふれあいの里　1996年8月11日[51]
- 第11回 佐久音楽祭　於：長野県佐久市-駒場公園　長野県佐久市主催　1998年8月29日[52][53]
- 交通安全ふれ愛フェアー　於：愛媛県松山市-えひめこどもの城　2000年5月3日[54]
(FM愛媛公開録音イベント　”GOLDEN WEEK SPECIAL SUNSHINE HOLEDAY”)
- ＮＴＴドコモ　モバイルパーク2001 in ふたみシーサイド公園　於：愛媛県伊予市-ふたみシーサイド公園　2001年7月20日[55](海の日)
- 愛媛・食の夕べ　於：東京都千代田区大手町-大手町サンケイプラザ　愛媛県主催　2003年9月12日[56]
- The Boldest champagne party　〜with Russian ballet〜　於：東京都港区南青山-表参道スパイラルガーデン　2007年8月28日[57]
(フランス・シャンパンメーカー／モエ・エ・シャンドン／「ネクターアンペリアル」日本初上陸記念開催イベント)
- ロシア文化フェスティバル2007 in JAPAN　〜New Wave Live In harajuku〜　於：東京都渋谷区神宮前-原宿アストロホール　2007年9月9日[58]
（リーザ・ベス（LIZA BESS）コンサート）
- 彩の国ビジネスアリーナ2011　於：埼玉県さいたま市中央区-さいたまスーパーアリーナ　2011年1月26日[59]
（元西武ライオンズ監督：伊東勤／特別講演会「夢は必ず実現できる！」の司会進行）
- 第1回四国地にぎりサミット　於：愛媛県宇和島市-宇和島商店街（きさいやロード）　2014年11月15日[60]
- JAL×CREA traveller　大人の沖縄旅イベント　於：東京都港区南青山-青山ラピュタガーデン　　2015年2月10日[61]
- Dr.ミリオ公式読本『MYRIO ON AIR !!』発売記念 〜Dr.ミリオ大解剖〜　於：千葉県千葉市美浜区-幕張メッセ　2015年3月29日[62][63]
- 「岩手県久慈市×山形村短角牛×和の匠」コラボレーション商品お披露目会　於：東京都千代田区丸の内 - Daichi＆Travel cafe（丸の内iiyo内）　2015年5月26日[64]
- 島渡る音の波　Shima Jam（シマジャム）2015　於：東京都台東区上野公園　上野恩賜公園-水上音楽堂　2015年5月30日[65]
- 宇和島商工会議所青年部・創立30周年記念式典/大懇親会　於：愛媛県宇和島市-宇和島市総合体育館　2015年9月19日[66]
- 宇和島VS仙台・大崎　伊達な地にぎり合戦　秋の陣　於：愛媛県宇和島市-宇和島商店街（きさいやロード）　2015年10月25日[67][68]
- フォークソングの日2016　於：東京都世田谷区池尻-国立音楽院　2016年4月9日[69][70]
- 松戸市2016年リオデジャネイロオリンピック・パラリンピック候補選手壮行会及び講演会（※松戸市・流通経済大学共催）　於：千葉県松戸市-流通経済大学・新松戸キャンパス　2016年6月12日[71][72]
- 第24回東京じゃこ天愛好会　於：東京都千代田区平河町-都道府県会館　2016年7月11日[73][74]
- アンテナショップ砥部町2016　於：東京都渋谷区神宮前-ガレリア原宿　2016年9月17日[75][76]
（砥部町長・町議会議長・映画監督：大森研一の3氏によるトークショー「わが故郷　砥部の魅力」の司会進行）
- 柔道家 篠原信一氏 講演会　於：福井県坂井市三国町-三国社会福祉センター　2017年3月26日[77]
（講演「トップアスリートとして世界を経験した男が語る、強者とは」の司会進行）
- フォークソングの日2017　於：東京都杉並区阿佐谷南-阿佐ヶ谷ロフトA　2017年4月9日[78]
- アンテナショップ砥部町2017　於：東京都渋谷区神宮前-USN Galley　2017年9月2日[79]
- mplusplus(株) 4周年記念パーティー・作品展示会　於：東京都港区西麻布-西麻布エーライフ　2017年9月30日[80]
- 道端カレン・トークショー（ミラレルプロジェクト2017）　於：大阪府大阪市北区梅田-ハービスOSAKA　2017年10月9日[81]
- 夢への導き－オリンピックメダリスト指導者講演会（東京2020公認プログラム）　於：東京都東村山市本町-中央公民館　2017年11月26日[82][83]（金メダリスト：吉田沙保里氏を講師に迎えた、スポーツ団体指導者対象講演会の司会進行）
- 2月26日はフロリダグレープフルーツの日　於：東京都千代田区丸の内- JPタワー地下1階：東京シティアイ　2018年2月26日[84]
- 平成30年7月豪雨復興支援 チャリティ上映会　於：東京都渋谷区神宮前-東京ウィメンズプラザ・ホール　2018年9月8日[85]（大森研一の監督作品「海すずめ」「やっさだるマン」上映と、出演者・関係者らによる舞台挨拶の司会）

- 映画『ふたつの昨日と僕の未来』（大森研一監督作品）（監督・出演者らによる舞台挨拶の司会）

2018年12月3日　全国公開記念先行プレミア上映会　於：東京都港区-アクアシティお台場（ユナイテッド・シネマ）
2018年12月22日　全国公開初日舞台挨拶付上映会　於：横浜市中区-シネマ・ジャック&ベティ、並びに東京都新宿区-シネマート新宿

## セミナー講師活動
- 「Uターン・Iターンに近づく　四国セミナー」　於：東京-新宿NSビル　2008年11月30日[90]　（中小企業庁から㈱クリエアナブキが受託。　新現役チャレンジ支援事業（モデル事業）の一環として）
- 宇和島地域雇用創造協議会・主催セミナー　於：愛媛県宇和島市-宇和島市役所

| セミナータイトル                                    | 各回テーマ                                           | 開催日         | 備考                                                                               |
| --------------------------------------------------- | ---------------------------------------------------- | -------------- | ---------------------------------------------------------------------------------- |
| 「新時代のサービス＝コンシェルジュ」のあり方        | 間違いだらけのコンシェルジュサービス                 | 2013年3月22日  | -                                                                                  |
| コンシェルジュ養成セミナー                          | TSUTAYAコンシェルジュに見るコミュニケーション        | 2013年11月28日 | 厚生労働省 実践型地域雇用創造事業 「移住・高齢者ビジネス推進事業」の一環として開催 |
| コンシェルジュ養成セミナー                          | プレゼンスキルを磨く                                 | 2014年2月6日   | 厚生労働省 実践型地域雇用創造事業 「移住・高齢者ビジネス推進事業」の一環として開催 |
| コンシェルジュ養成セミナー                          | 情報発信編                                           | 2014年3月6日   | 厚生労働省 実践型地域雇用創造事業 「移住・高齢者ビジネス推進事業」の一環として開催 |
| コンシェルジュ養成セミナー                          | 超初心者向け！SNS入門特別講座                        | 2014年11月14日 | 厚生労働省 実践型地域雇用創造事業 「移住・高齢者ビジネス推進事業」の一環として開催 |
| コンシェルジュ養成セミナー                          | これだけは押さえたい！プレゼン＆情報発信のツボ       | 2014年11月14日 | 厚生労働省 実践型地域雇用創造事業 「移住・高齢者ビジネス推進事業」の一環として開催 |
| コンシェルジュ養成セミナー                          | 接客＆サービスのツボ? 実践スキルを磨く！             | 2014年12月11日 | 厚生労働省 実践型地域雇用創造事業 「移住・高齢者ビジネス推進事業」の一環として開催 |
| すぐに無料で実践できる！ 情報発信スキル習得セミナー | これだけは知っておきたい！効果的な情報発信のポイント | 2015年9月18日  | 基礎編                                                                             |
| すぐに無料で実践できる！ 情報発信スキル習得セミナー | ソーシャルメディア編                                 | 2015年10月22日 | 実践編                                                                             |
| すぐに無料で実践できる！ 情報発信スキル習得セミナー | YouTube編                                            | 2015年10月22日 | 実践編                                                                             |

- 2017年度：宇和島市「創業・就職支援事業」　於：愛媛県宇和島市-宇和島市役所

| セミナータイトル                   | テーマ                              | 開催日         | 備考                      |
| ---------------------------------- | ----------------------------------- | -------------- | ------------------------- |
| 経営者やリーダー必修の情報発信研修 | 情報を発信する -情報発信のツボ入門- | 2017年10月25日 | 計3回開催の内、本回を受任 |

- 「和田由貴先生の節約・省エネテクニック講座 〜環境とお財布に優しく、楽しい節約生活〜」　　於：鎌倉障害学習センター（きらら鎌倉）2Fホール　　2014年7月23日[100][101]（※コーディネーターとして参画）

### 本人公式・現在出演番組関連
- わたなべヨシコ PERSONAL OFFICIAL SITE　（本人公式ウェブサイト）
- わたなべヨシコのどうにかするしかない！ (@watanabeyoshiko) - ツイキャス「わたなべヨシコキャス」- 2020年10月開始
- わたなべヨシコ - YouTubeチャンネル 「なべヨシちゃんねる」- 2020年9月開始
- わたなべヨシコ (@watanabeyoshiko) - X（旧Twitter） - 2010年1月開始
- わたなべヨシコ (@dragoon1021) - Instagram
- わたなべヨシコ (yoshiko.watanabe.357) - Facebook（本人個人フェイスブックページ）
- アイマグブログ-わたなべヨシコ -エキサイトブログ（愛媛県にゆかりがあるクリエイター達のブログ。わたなべヨシコも参加）
- 湘南ベース OFFICIAL BLOG　（番組ブログ）
- わたなべヨシコのDRAGONへようこそ!

### 過去出演番組関連
- なべラジ～土曜日の隠れ家 OFFICIAL BLOG　（番組ブログ）
- フォークスクランブル OFFICIAL BLOG　（番組ブログ：「サンデー・フォーク・スクエア」「全日本フォーク道場」からの継続）
- フォークスクランブル (pages/%E5%85%A8%E6%97%A5%E6%9C%AC%E3%83%95%E3%82%A9%E3%83%BC%E3%82%AF%E9%81%93%E5%A0%B4/306226702779979?) - Facebook　（番組フェイスブックページ：同上）
- 『グッドピープル 〜つくるをつたえる〜』Vol.38 〜ラジオDJ　わたなべヨシコ〜(gp198080) - YouTube  -動画：4分30秒
- チョイわる親父のナイスでロックなMusic conversation　FM愛媛：番組ブログ
- わたなべヨシコのどうにかするしかない！　WEBプログラム　（JFN Downloads Presents）
- YAJIKITA on the road～耳で感じる旅番組～：わたなべヨシコ出演記録＆「旅日記」その他一覧

| 放送日 （※ネット局により差異あり） | 現地取材日 | 取材地域                                        | 各回タイトル                               | 旅日記                                        | Traveler's eye VIDEO REPORT (※動画:各4分30秒～5分) |
| ---------------------------------- | ---------- | ----------------------------------------------- | ------------------------------------------ | --------------------------------------------- | -------------------------------------------------- |
| 2005年9月24日                      | 8/5～8/7   | 愛媛県 松山市・大洲市・西予市・宇和島市・今治市 | 愛媛を堪能する旅 !! 食して堪能編           | 9/24放送分:「旅日記」                         | 9/24放送分:「旅の映像記録」                        |
| 2005年10月1日                      | 8/5～8/7   | 愛媛県 松山市・大洲市・西予市・宇和島市・今治市 | 愛媛を堪能する旅 !! ?Part2? 動いて堪能編   | 10/1放送分:「旅日記」                         | 10/1放送分:「旅の映像記録」                        |
| 2007年9月22日                      | 7/21～7/22 | 愛媛県 松山市・東温市                           | 小説“坂の上の雲”のまち、松山を巡る。       | 9/22放送分:「旅日記」                         | 9/22放送分:「旅の映像記録」                        |
| 2007年9月29日                      | 7/21～7/22 | 愛媛県 松山市・東温市                           | 坊っちゃん・・・夏目漱石と松山             | 9/29放送分:「旅日記」                         | 9/29放送分:「旅の映像記録」                        |
| 2008年3月8日                       | 2/23～2/25 | 長野県 上田市                                   | 信州の鎌倉 上田…、別所線で行く旅。         | 3/8放送分:「旅日記」                          | 3/8放送分:「旅の映像記録」                         |
| 2008年3月15日                      | 2/23～2/25 | 長野県 上田市                                   | 徳川の大軍とわたりあった真田家の郷、上田。 | 3/15放送分:「旅日記」                         | 3/15放送分:「旅の映像記録」                        |
| 2009年7月18日                      | 7/11       | 東京都 台東区西浅草・江東区富岡                 | 池波正太郎の世界を紐解く、東京下町散歩…。  | 7/18放送分:「旅日記」 （※準備中と表示される） | 7/18放送分:「旅の映像記録」                        |

### イベントMC関連
- 伊達な地にぎり秋の陣　表彰式 - YouTube  -動画：7分35秒　（2015年10月25日：イベントMC）
- 4月9日フォークソングの日 - YouTube  -動画：6分12秒　※5分20秒経過時からMC登場　（2016年4月9日：イベントMC）

### その他
- グッドピープル　〜つくるをつたえる〜　クリエイター、地域活性化応援番組
- 宇和島地域雇用創造協議会　各種セミナー主催団体（※2016年3月解散済）（「Archive.is」のキャッシュ）